# Acrolepiopsis assectella
Acrolepiopsis assectella là một loài bướm đêm thuộc họ Acrolepiidae, chi Acrolepiopsis, một loài gây hại cây tỏi tây. Loài này có ở châu Âu và Xibia. Nó cũng được ghi nhận ở Hawaii, nhưng do nhận nhầm loài Acrolepiopsis sapporensis.
Sải cánh khoảng 12 mm.
Ấu trùng ăn các loài Allium cepa, Allium fistulosum, Allium montanum và Allium porrum. Chúng ăn lá cây nơi chúng sống. 

## Hình ảnh

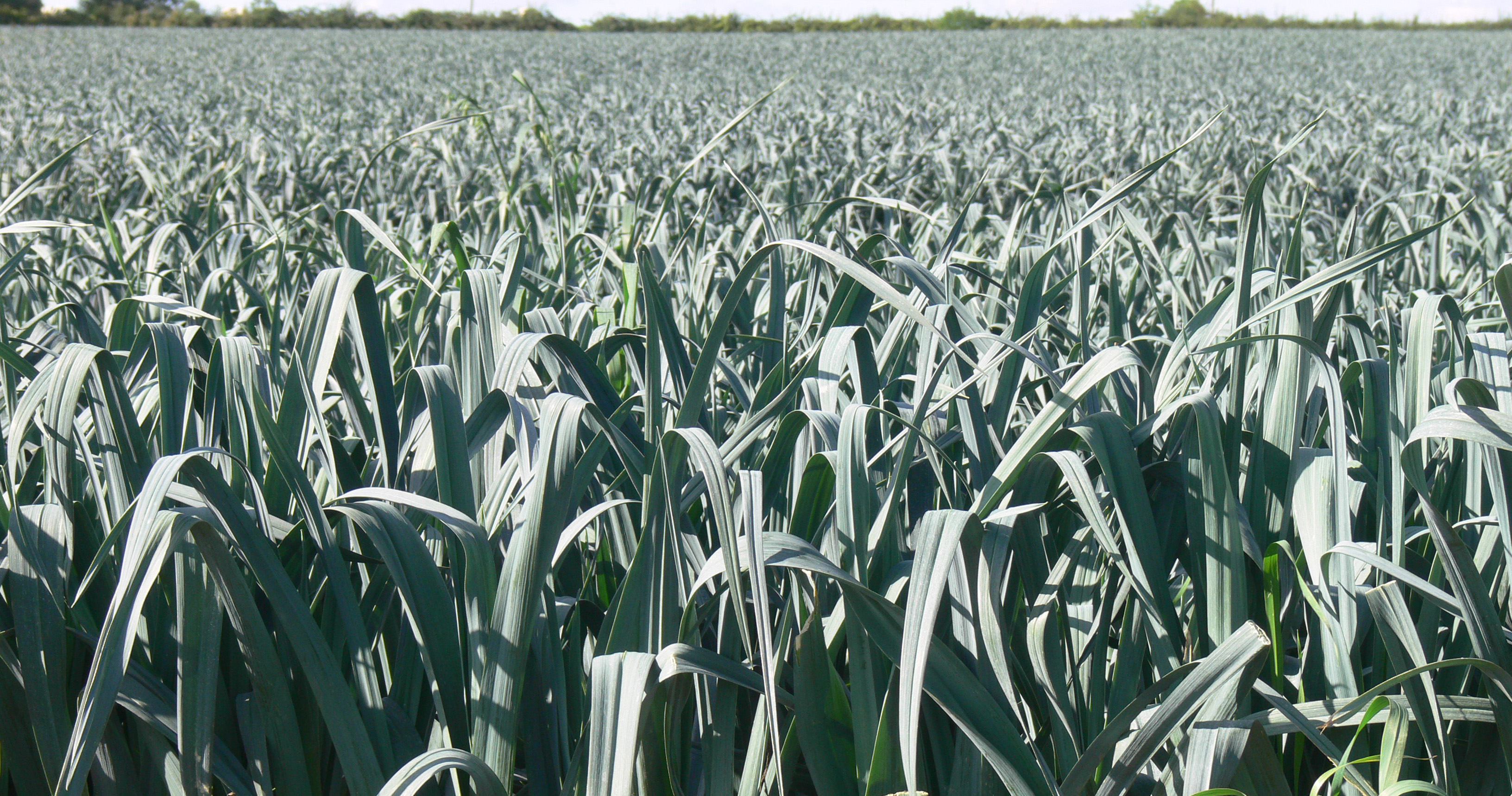
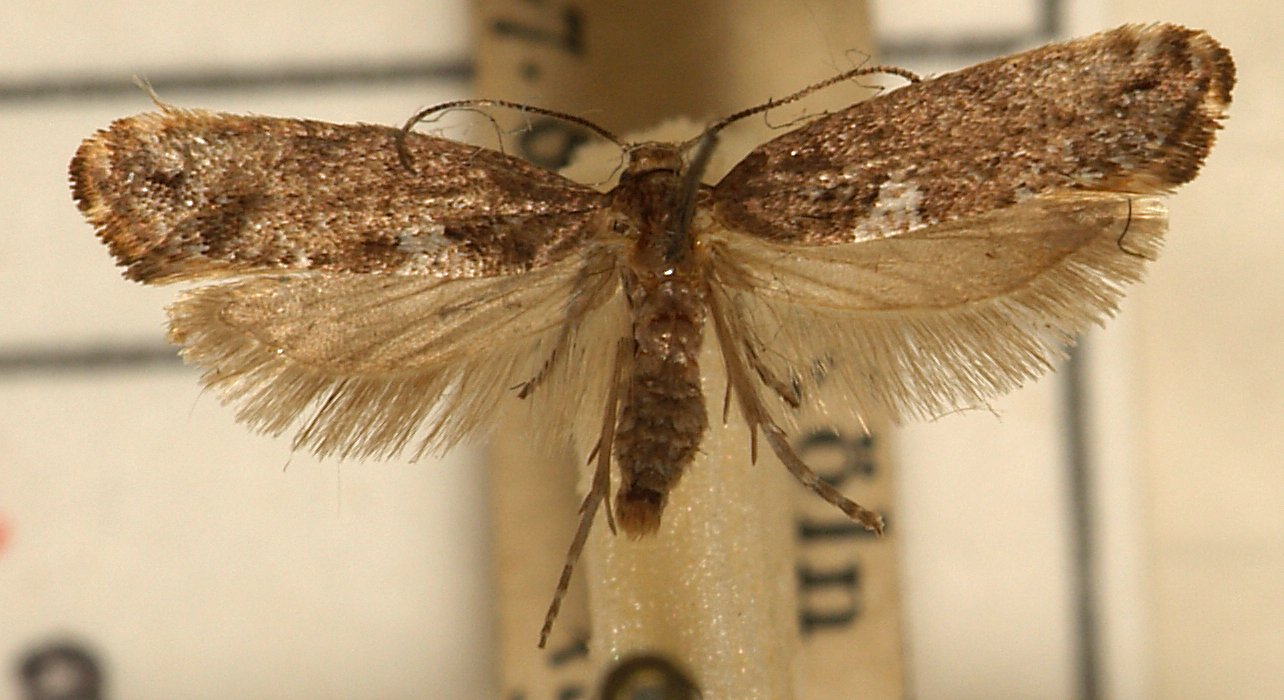
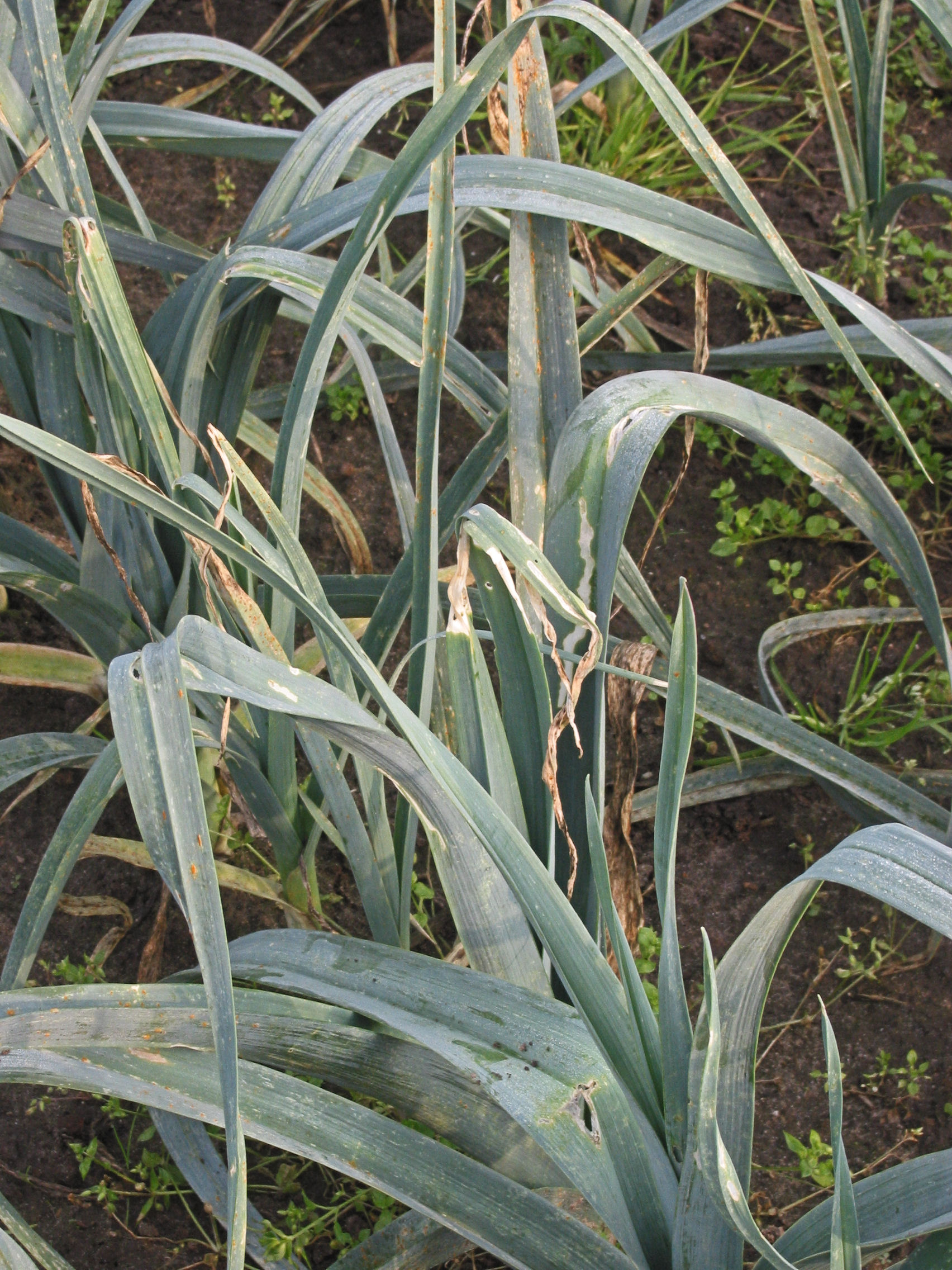
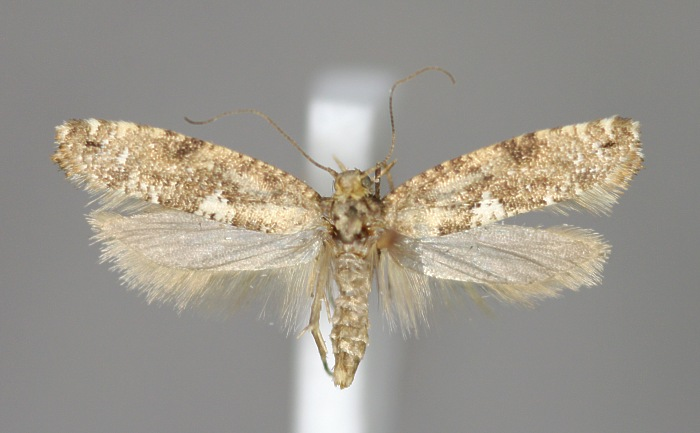